# Centro de Instrução Almirante Brás de Aguiar
O Centro de Instrução Almirante Brás Aguiar (CIABA) OMN é uma organização militar da Marinha do Brasil destinada à formação do pessoal da Marinha Mercante e oficiais da reserva.
Situado em Belém do Pará, é responsável por cursos de Formação de Oficiais da Marinha Mercante, ao nível superior e técnico, e diversos cursos livres para aquaviários, trabalhadores portuários e pessoal envolvido com as demais atividades relacionadas com a Marinha Mercante.

## Histórico
A história da instituição tem início com a criação do Curso de Maquinista e ao Curso de Náutica, pelo então presidente da República marechal Floriano Peixoto em 1892, quando, então, era ministro da Marinha o Almirante Custódio de Melo.
Em 13 de outubro de 1892 através dos Decretos n.º101 e n.º102, quando foram criados o Curso de Maquinistas e o Curso de Piloto respectivamente. Sua primeira sede instalou-se em uma sala do prédio da antiga Inspetoria do Arsenal de Marinha, onde fora antes o Convento de São Boaventura dos Religiosos da Conceição do Beira de Minhos, onde hoje se situa o Comando do 4.º Distrito Naval da Marinha do Brasil.
Em 20 de abril de 1893, pelo decreto n.º 1362, a Escola pioneira transformou-se em Escola de Maquinista e Pilotos. Em 1907, novos cursos foram ministrados, como o Curso de Comissários e de Radiotelegrafistas, o que ocasionou nova transformação. Surgiu, então, a Escola de Marinha Mercante do Pará (EMMPA), que deixou a pequena sala do Arsenal de Marinha para ocupar o seu novo prédio de dois andares, chantado, também, em terreno do Comando do quarto Distrito Naval.
A EMMPA continuou formando e adaptando fluviários, pilotos, maquinistas, radiotelegrafistas e comissários até que, por força do progresso tecnológico, foi novamente transformada pelo Decreto n.º 71.718 de 16 de janeiro de 1973 em Centro de Instrução Almirante Brás de Aguiar, por sugestão do historiador paraense Augusto Meira Filho.
Desde a fundação, o CIABA tem sido formar pessoal para a Marinha Mercante nas especialidades de Náutica e Máquinas, além de vários cursos de formação de pessoal subalterno (fluviários e portuários).

## Heráldica
Num escudo boleado e encimado pela coroa naval e envolto por uma elipse feita de um cabo de ouro terminado em nó direito, em campo azul um barco antigo com proa de dragão e remos, tudo de ouro; vela enfunada, de prata, com um caduceu de verde, navegando num mar de prata aguada de azul.
O barco antigo simboliza o tráfego marítimo mantido entre os povos, desde a mais remota Antiguidade e o caduceu as suas relações comerciais.